# Liste der Biografien/Grin
Liste der Biografien |
Portal Biografien |
Personensuche
# |
A |
B |
C |
D |
E |
F |
G |
H |
I |
J |
K |
L |
M |
N |
O |
P |
Q |
R |
S |
T |
U |
V |
W |
X |
Y |
Z |
?
 
Ga |
Gb |
Gc |
Gd |
Ge |
Gf |
Gh |
Gi |
Gj |
Gk |
Gl |
Gm |
Gn |
Go |
Gp |
Gq |
Gr |
Gs |
Gu |
Gv |
Gw |
Gy |
Gz
 
Gra |
Grb–Grd |
Gre |
Grg |
Gri |
Grj |
Grk |
Grl |
Grm |
Gro |
Grs |
Gru |
Gry |
Grz
 
Gria |
Grib |
Gric |
Grid |
Grie |
Grif |
Grig |
Grij |
Grik |
Gril |
Grim |
Grin |
Grio |
Grip |
Gris |
Grit |
Griv |
Griw |
Grix |
Griz
Die Liste der Biografien führt alle Personen auf, die in der deutschsprachigen Wikipedia einen Artikel haben. Dieses ist eine Teilliste mit 112 Einträgen von Personen, deren Namen mit den Buchstaben „Grin“ beginnt.

## Grin
- Grin, Alexander (1880–1932), russischer Schriftsteller
- Grin, Edmond (1895–1977), Schweizer evangelischer Geistlicher und Hochschullehrer
- Grin, Êlda (1928–2016), armenische Psychologin uns Professorin für Psychologie
- Grin, François (* 1959), Schweizer Wirtschaftswissenschaftler
- Grin-Hofmann, Jean-Pierre (* 1947), Schweizer Politiker

### Grina
- Grina, Gediminas (* 1965), litauischer Offizier

### Grinb
- Grinberg, Aliza (1926–2024), israelische Dichterin
- Grinberg, Anouk (* 1963), französische SchauspielerinAnouk Grinberg (* 1963)

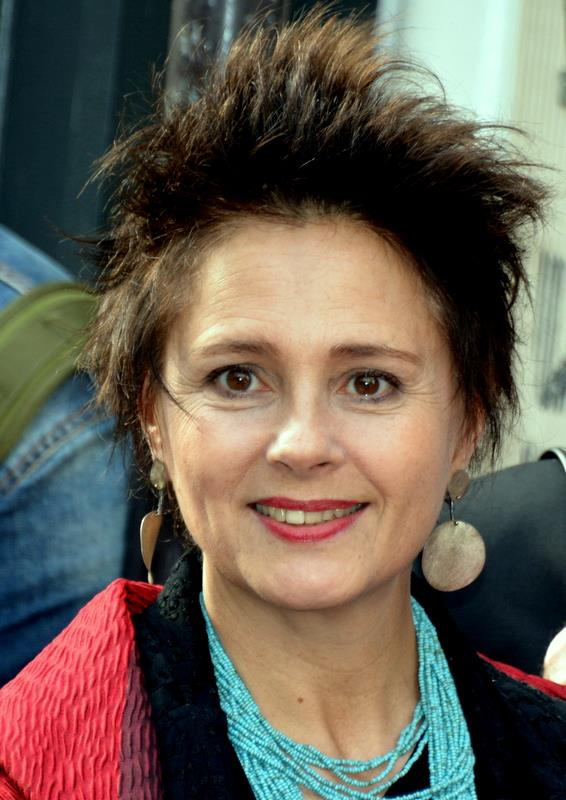
Anouk Grinberg (* 1963)

- Grinberg, Chaim (1889–1953), russischer Journalist, Publizist und Zionist
- Grinberg, Georgi Abramowitsch (1900–1991), russischer und sowjetischer Physiker
- Grinberg, Jacobo (* 1946), mexikanischer Neurophysiologe und Psychologe
- Grinberg, Marija Israilewna (1908–1978), sowjetische Pianistin
- Grinberg, Michail (* 1951), israelischer Historiker, Autor und Verleger
- Grinberg, Roman (* 1962), österreichischer Künstler und Musiker
- Grinberg, Suzanne (1888–1972), französische Rechtsanwältin, Feministin und Pazifistin
- Grinberg, Swetlana Georgijewna (* 1944), russische Tischtennisspielerin
- Grinberg, Uri Zvi (1896–1981), israelischer Autor und Politiker
- Grinberg, Zalman (1912–1983), litauisch-US-amerikanischer Arzt
- Grinberga, Edite (* 1965), deutsch-lettische Malerin
- Grinbergas, Janis (1925–2013), lettischer Basketballspieler- und -trainer, Basketball- und Handballschiedsrichter, Handballtrainer und -funktionär
- Grīnbergs, Jānis (* 1971), lettischer Beachvolleyballspieler
- Grīnbergs, Teodors (1870–1962), lettischer evangelischer Theologe
- Grīnblats, Romualds (1930–1995), russisch-lettischer Komponist
- Grinblum, Maximilian Michailowitsch (1903–1951), russischer Mathematiker

### Grinc
- Grincenco, Alisa (* 2004), deutsche Fußballspielerin
- Grinčikaitė-Samuolė, Lina (* 1987), litauische Sprinterin

### Grind
- Grindal, Alan (* 1940), australischer Radrennfahrer
- Grindal, Edmund (1519–1583), Erzbischof von Canterbury
- Grindal, William († 1548), englischer Gelehrter
- Grindat, Henriette (1923–1986), Schweizer Fotografin
- Grindberg, Tom (* 1961), britischer Comiczeichner
- Grinde, Nick (1893–1979), US-amerikanischer Drehbuchautor und Filmregisseur
- Grindeanu, Sorin (* 1973), rumänischer Politiker
- Grindel, David Hieronymus (1776–1836), lettischer Arzt, Pharmazeut, Chemiker und Botaniker
- Grindel, Gerhard (1902–1965), deutscher Filmregisseur und Drehbuchautor von Dokumentarfilmen
- Grindel, Reinhard (* 1961), deutscher Journalist, Politiker (CDU) und Sportfunktionär
- Grindemann, Wolfgang (* 1953), deutscher Schauspieler
- Grinder, John, US-amerikanischer Anglist, Linguist und Mitentwickler der Neurolinguistischen Programmierung
- Grindheim, Christian (* 1983), norwegischer Fußballspieler
- Grindle, Merilee (* 1945), US-amerikanische Politikwissenschaftlerin
- Grindle, Nicole, US-amerikanische Filmproduzentin
- Grindler, Boleslaw Friedrichowitsch (1889–1938), russischer Bergbauingenieur
- Grindler, Frieder (* 1941), deutscher Grafikdesigner, Professor für Kommunikationsdesign
- Grindler, Karl-Heinz (1911–2004), deutscher Fußballspieler und Illustrator
- Grindley, David (* 1972), britischer Leichtathlet und Olympiateilnehmer
- Grindley, Sally (* 1953), britische Kinderbuchautorin
- Grindrod, John Basil Rowland (1919–2009), australischer anglikanischer Bischof

### Grine
- Griner, Brittney (* 1990), US-amerikanische BasketballspielerinBrittney Griner (* 1990)

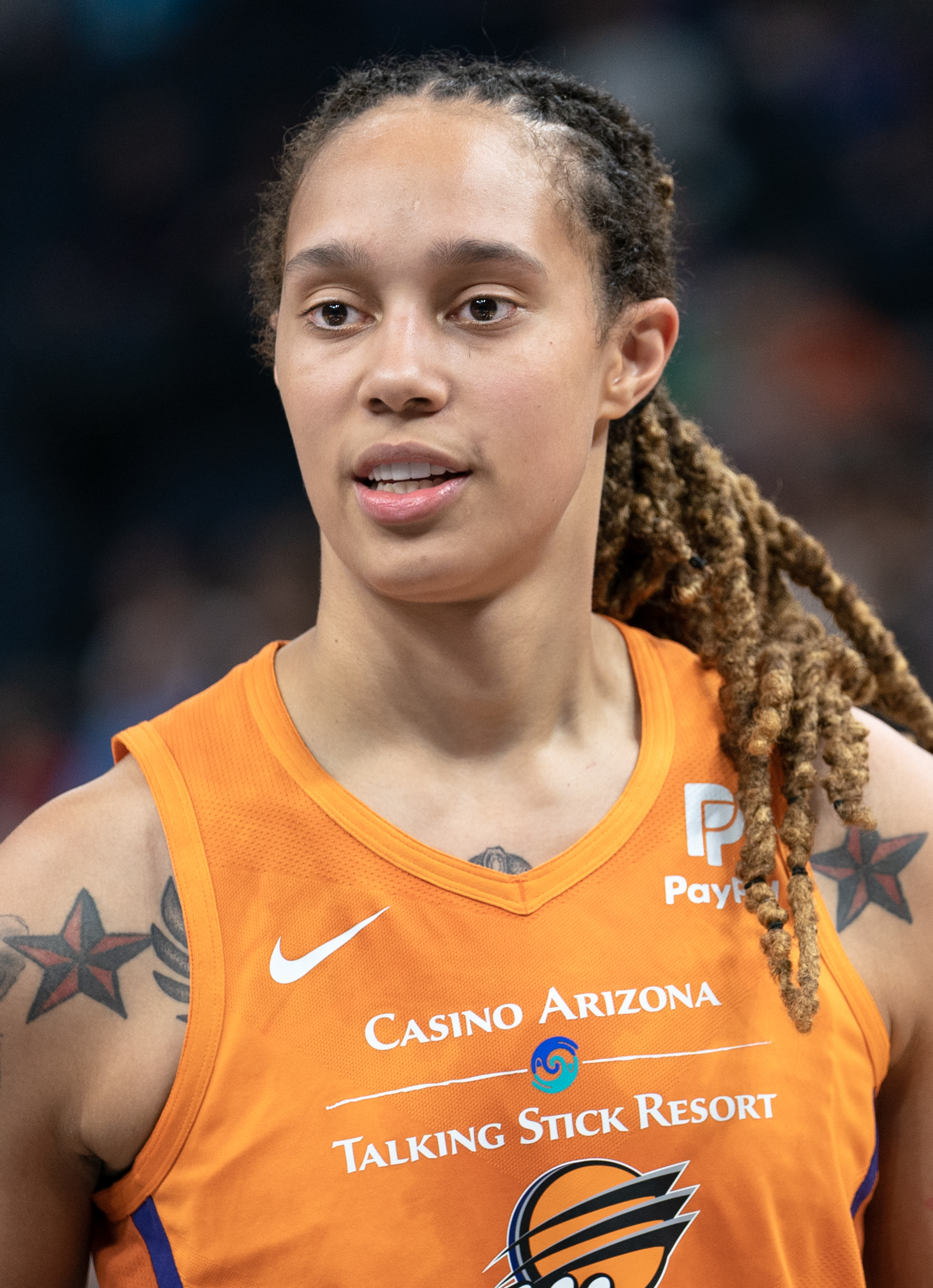
Brittney Griner (* 1990)

- Griner, George W. (1895–1975), US-amerikanischer Offizier, Generalmajor der US-Army
- Griner, Wendy (* 1944), kanadische Eiskunstläuferin
- Grinewezki, Wassili Ignatjewitsch (1871–1919), russischer Maschinenbauingenieur und Hochschullehrer
- Grinewizki, Ignati Ioachimowitsch (1856–1881), russischer Revolutionär und AttentäterIgnati Ioachimowitsch Grinewizki (1856–1881)

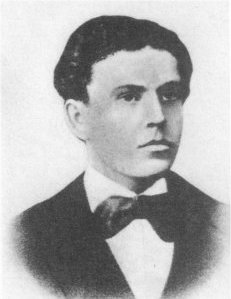
Ignati Ioachimowitsch Grinewizki (1856–1881)

- Grinewskaja, Isabella Arkadjewna (1864–1944), russische Dichterin und Schriftstellerin

### Grinf
- Grinfeld, Nadejda (1887–1918), russisch-moldauische Revolutionärin und Politikerin
- Grinfeld, Orel (* 1981), israelischer Fußballschiedsrichter

### Gring
- Gring, Dieter (* 1970), deutscher Schauspieler, Synchronsprecher und Hörspielsprecher
- Gringa, Carlos (1912–1984), uruguayischer Fußballspieler
- Gringauz, Samuel (1900–1975), deutsch-litauisch-US-amerikanischer Ökonom
- Gringer, Judy (* 1941), dänische Schauspielerin und Tänzerin
- Gringmuth, Bernhard (1823–1884), deutscher evangelischer Theologe und Politiker
- Gringmuth, Wladimir Andrejewitsch (1851–1907), deutsch-russischer Klassischer Philologe, Schullehrer, Publizist, Literaturkritiker und Politiker des Monarchismus
- Gringmuth-Dallmer, Eike (* 1942), deutscher Archäologe
- Gringmuth-Dallmer, Hanns (1907–1999), deutscher Archivar und Historiker
- Gringo, deutscher Rapper
- Gringolz, Ilja Alexandrowitsch (* 1982), russischer Violinist und Hochschullehrer
- Gringore, Cyril (* 1972), französischer Fußballschiedsrichterassistent
- Gringore, Pierre (1475–1539), französischer Schriftsteller, Dramaturg und Schauspieler
- Grings, Dadeus (* 1936), brasilianischer Geistlicher, emeritierter römisch-katholischer Erzbischof von Porto Alegre und Autor
- Grings, Inka (* 1978), deutsche FußballspielerinInka Grings (* 1978)

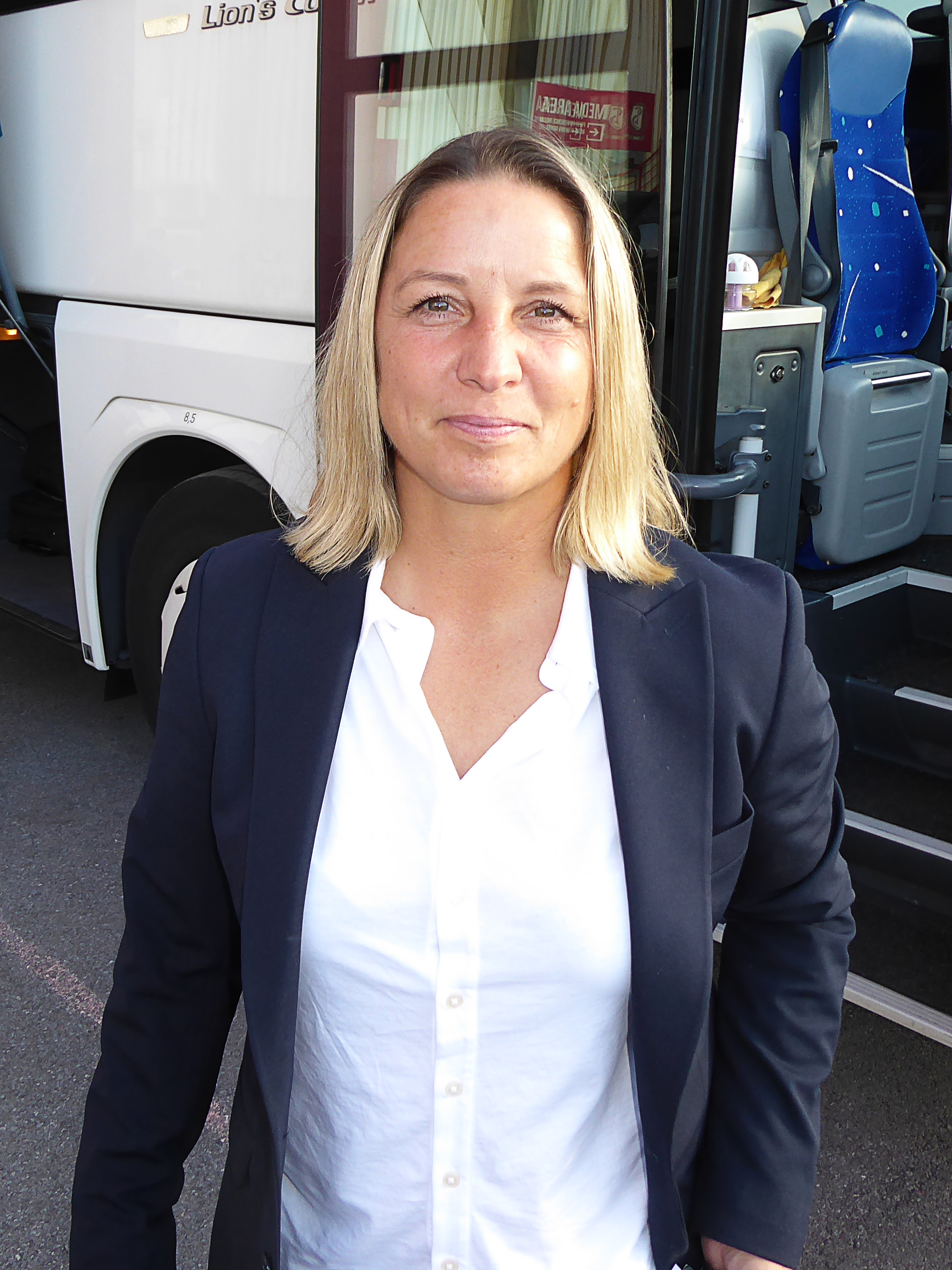
Inka Grings (* 1978)

### Grinh
- Grinham, Jodie (* 1993), britische Bogenschützin
- Grinham, Judy (* 1939), britische Schwimmerin
- Grinham, Natalie (* 1978), niederländische Squashspielerin
- Grinham, Rachael (* 1977), australische Squashspielerin

### Grini
- Grini, Kjersti (* 1971), norwegische Handballspielerin und -trainerin
- Grini, Lars (* 1944), norwegischer Skispringer
- Griniazakis, Theodoros (* 1968), griechischer Schwimmer
- Grinich, Victor (1924–2000), US-amerikanischer Elektrotechniker
- Grinin, Wladimir Michailowitsch (* 1947), russischer Diplomat und Botschafter
- Grinius, Gediminas (* 1979), litauischer Berg- und Ultramarathonläufer
- Grinius, Kazys (1866–1950), litauischer Politiker
- Grinius, Kęstutis (* 1956), litauischer Politiker
- Grinius, Martynas (* 2001), litauischer Eishockeyspieler

### Grink
- Grinke, Frederick (1911–1987), kanadischer Geiger und Musikpädagoge
- Grinkevičius, Saulius (* 1959), litauischer Politiker von Kėdainiai
- Grinkevičiūtė, Dalia (1927–1987), litauische Ärztin und Schriftstellerin
- Grinkow, Sergei Michailowitsch (1967–1995), russischer EiskunstläuferSergei Michailowitsch Grinkow (1967–1995)

Sergei Michailowitsch Grinkow (1967–1995)

### Grinl
- Grinlaubs, Matthew (* 1971), australischer Beachvolleyballspieler und Trainer

### Grinn
- Grinnage, Jack (* 1931), US-amerikanischer Schauspieler
- Grinnell, George Bird (1849–1938), US-amerikanischer Naturwissenschaftler, Naturschützer und Ethnologe
- Grinnell, Henry (1799–1874), US-amerikanischer Reeder und Kaufmann
- Grinnell, Joseph (1788–1885), US-amerikanischer Politiker
- Grinnell, Joseph (1877–1939), US-amerikanischer Zoologe (insbesondere Ornithologe)
- Grinnell, Josiah Bushnell (1821–1891), US-amerikanischer Politiker
- Grinnell, Moses H. (1803–1877), US-amerikanischer Politiker
- Grinnell, Todd (* 1976), US-amerikanischer Schauspieler
- Grinninger, Norbert (* 1940), österreichischer Politiker (SPÖ), Abgeordneter zum Salzburger Landtag

### Grins
- Grīns, Aleksandrs (1895–1941), lettischer Schriftsteller
- Grinspan, Ida (1929–2018), französische Überlebende des Holocaust und Zeitzeugin
- Grinspoon, Lester (1928–2020), US-amerikanischer Psychiater
- Grinstead, Charles Walder (1860–1930), englisches Tennisspieler
- Grinstein-Weiss, Michal, israelisch-US-amerikanische Wirtschaftswissenschaftlerin und Hochschullehrerin

### Grint
- Grint, Rupert (* 1988), britischer SchauspielerRupert Grint (* 1988)

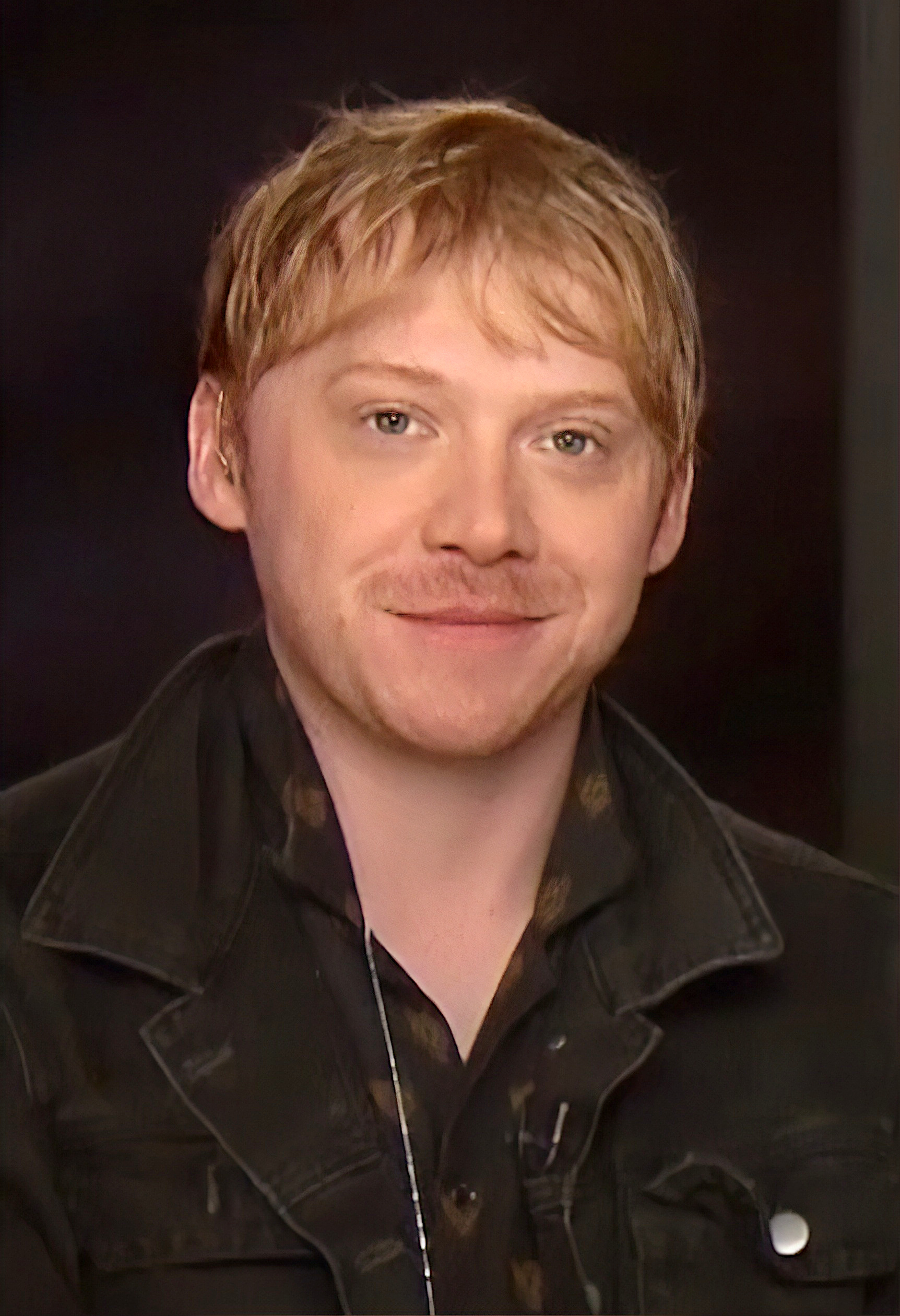
Rupert Grint (* 1988)

- Grinten, Alphons J. van der (1852–1921), deutsch-US-amerikanischer Kartograf
- Grinten, Franz Joseph van der (1933–2020), deutscher Kunsthistoriker, Kunstsammler und Künstler
- Grinten, Franz Rudolf van der (* 1967), deutscher Autor und Publizist, Kunsthändler und Kunstberater
- Grinten, Hans van der (1929–2002), deutscher Schriftsteller, Kunstsammler und Künstler
- Grinten, Maarten van der (* 1963), niederländischer Jazz-Gitarrist
- Grintsch, Joachim (* 1955), deutscher Unternehmer
- Grintschischina, Alexandra (* 1995), kasachische Tennisspielerin

### Grinw
- Grinwis, Cornelis Hubertus Carolus (1831–1899), niederländischer Physiker und Mathematiker

### Grinz
- Grinzenberger, Ernst (* 1866), österreichischer Opernsänger (Bariton) und Schauspieler
- Grinzinger, Emil (1884–1963), österreichischer Politiker (CS, ÖVP)